# Rutupiæ

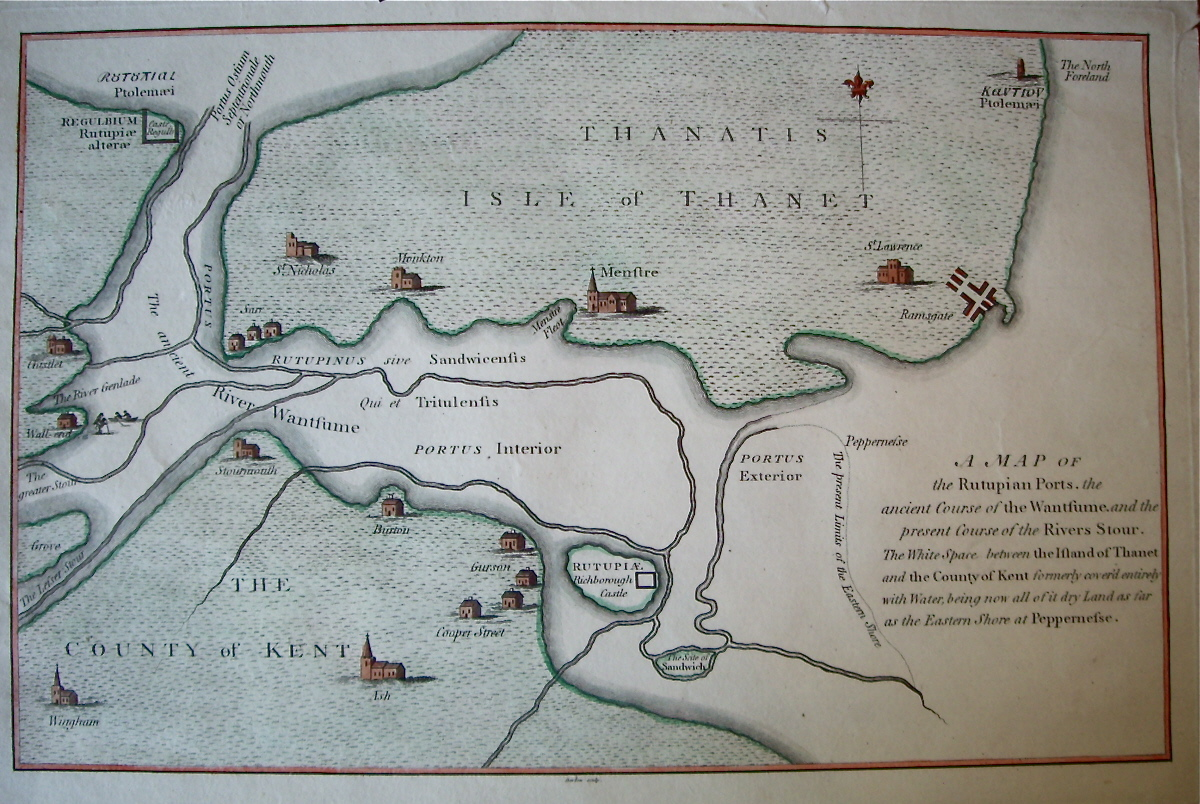
Localisation de Rutupiæ sur la côte du Kent, à l'époque romaine.

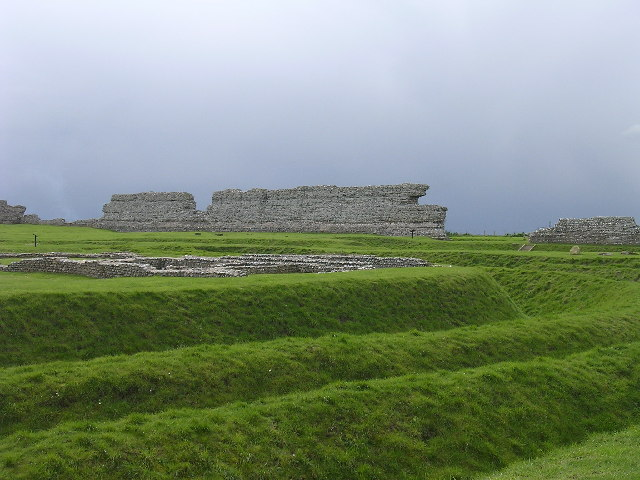
Ruines du fort romain de Rutupiæ.

Rutupiæ est le nom d'un important port et camp romain en Bretagne, situé à Richborough, près de Sandwich, dans le Kent.
Il a été fondé en 43, sur le site supposé du débarquement des troupes romaines de l'empereur Claude. Port important, avec Douvres, Rutupiæ est l'un des points de départ de la voie romaine de Watling Street, qui mène à Canterbury, Londres, St Albans (Verulamium) et Wroxester (Viroconium). D'importants vestiges du site sont toujours visibles, connues sous le nom de Richborough Fort. Les premières levées de terre ont été effectuées au milieu du Ier siècle, probablement pour protéger la tête de pont et les entrepôts de l'armée romaine. Le site s'est progressivement transformé en établissement civil puis en fort du commandement militaire de la Côte saxonne, en 277. La construction du dernier fort est attribuée à Carausius.

## Histoire

### Fondation et développement
Durant l'Antiquité, le rivage de la côte du Kent était situé à quelques mètres à l'intérieur des terres actuelles. Le site de Rutupiæ était alors une petite île et formait un port naturel, à l'entrée du Wantsum Channel, bras de mer qui séparait l'île de Thanet du reste de la Bretagne et aujourd'hui ensablé. Bien que la question fasse encore débat parmi les historiens, il est communément admis que Rutupiæ est le site du débarquement des armées romaines en 43. Un ensemble de levées de terre et de fossés a alors été édifié pour protéger les troupes et le matériel débarqué.

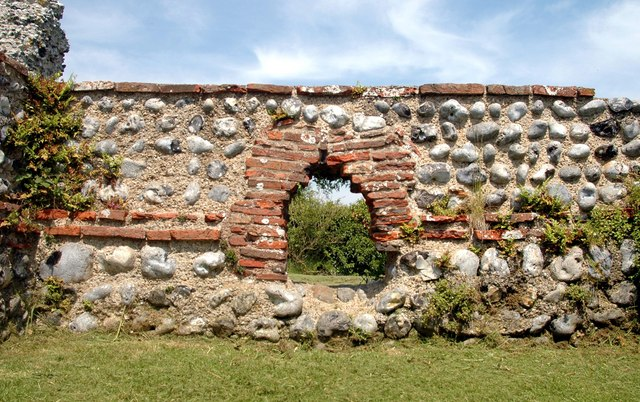
Cellier de la mansio.

Les combats se déplaçant vers le nord, Rutupiæ devient un centre civil prospère. Il y avait des temples, un amphithéâtre, dont les traces sont encore visibles à quelques centaines de mètres au sud du fort, et une mansio. Construit en 100, ce bâtiment a connu plusieurs phases, ayant servi de gîte pour les visiteurs officiels, de thermes et de centre administratif.
Le port de Rutupiæ est en concurrence avec celui de Dubris (Douvres), situé à 25 km au sud. Il est très réputé dans l'Empire romain pour la qualité de ses huîtres, chantées par Juvénal dans ses Satires (IV-141). Chez Lucain, les « côtes rutipiennes » peuvent désigner l'ensemble des côtes britanniques. L'Itinéraire d'Antonin ne mentionne que Rutupiæ comme point d'entrée en Bretagne.
Un grand arc de triomphe tétrapyle a été érigé au départ de Watling Street, la principale route entre Rutupiæ et Londinium. Sa position et sa taille suggèrent qu'il a été édifié pour commémorer la conquête finale de la Bretagne après la victoire de Julius Agricola au Mont Graupius en 84. Haut de près de 25 m, sa façade est en granite italien de grande qualité. S'élevant entre le port et la province, l'arc marque l'entrée solennelle en Bretagne. Seules ses fondations sont encore visibles.

### La Côte saxonne

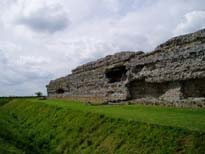
Ruines du fort.

Au cours du IIIe siècle, la ville a été remilitarisée et transformée en fort de la Côte saxonne, siège de la Legio II Augusta et base navale pour la Classis Britannica, la flotte de la province. Les forts de la Côte saxonne sont une série de forts construits de part et d'autre de la Manche pour lutter contre les pirates saxons. La construction du fort a probablement débuté vers 277 pour s'achever en 285. Elle a impliqué la démolition et la réutilisation comme spolia de l'arc de triomphe et des éléments numismatiques laissent à penser que cette démolition s'est déroulée sous le règne de Carausius.
Le fort de plus de 2 ha est entouré de murs massifs formant un carré presque parfait de 150 m de côté. Toutefois, la construction des murs nord et sud présente quelques différences. Il semble que le mur nord a été édifié par plusieurs équipes de travailleurs, tandis que le mur sud semble avoir été construit en une seule fois. Cela laisser supposer que le mur nord a été construit quelque temps après le mur sud. L'entrée principale du fort se trouve dans le mur ouest. Bâtis en pierre de taille, les murs dépassent les huit mètres de hauteur en certains endroits. En raison de leur taille et de leur qualité, les murs n'ont eu besoin de rejointoiement que récemment.
Bien qu'il existe certains bâtiments en pierre à l'intérieur du fort, la plupart des édifices ont été construits en bois. Au centre du fort se trouve un bâtiment en pierre, probablement le principia, poste de commandement du camp. On trouve également de petits bains en pierre.
Une structure en pierre isolée pourrait être des fonts baptismaux. Cette structure hexagonale, aujourd'hui presque entièrement détruite, témoigne probablement de la présence d'une église à Rutupiæ et que des baptêmes s'y sont déroulés. L'église a probablement été construite à la fin du IVe siècle ou au début du Ve siècle.
Avec le déclin de l'Empire romain d'Occident, Rutupiæ est abandonné par les Romains avec le reste de la Bretagne au début du Ve siècle, vers 407. Le site est ensuite brièvement occupé par un établissement religieux saxon.

## Fouilles
D'importantes fouilles ont eu lieu à Richborough dans les années 1920 et 1930. Elles ont permis la mise au jour des fondations de la plupart des bâtiments en pierre du site et le tracé des différents fossés et levées de terre. En 2008, des fouilles conduites par English Heritage ont permis la découverte d'une section de 90 m d'un mur situé sur le rivage de l'époque, ainsi qu'un quai médiéval. La découverte et la fouille de la plage romaine atteste du rôle de protection d'une tête de pont des premières fortifications du milieu du Ier siècle.